# 관허사업
관허사업(官許事業)은 행정법 상 개념으로 사업을 하기 위해서 행정관청의 허가를 필요로 하는 사업을 말한다. 대표적인 예로 건설업, 숙박업, 유흥음식점업, 식품제조가공업 등이 있다.

## 관허사업의 제한
관허사업의 제한은 행정법상 의무위반자에 대한 새로운 인허가의 발급에 대한 거부(협의의 관허사업의 제한) 뿐만 아니라, 인허가 등을 받은 자가 행정법상의 의무를 위반한 경우에 이미 발급한 인허가를 철회 내지 정지하는 것까지 포함된다.